# Amegas
Az Amegas egy 1987-es kiadású Arkanoid klón videójáték, melyet Guido Bartels írt Amigára a reLINE Software videójáték-fejlesztő alkalmazásában. Ausztráliában a játékot az Ozisoft adta ki.

## Játékmenet
A játékos egy ütőt irányít a képernyő alján és kizárólag vízszintes irányban mozoghat. A játéktér a teljes képernyőt elfoglalja. Gombnyomásra indítható az ütőről egy labda, amely a képernyő felső részén sorakozó téglák egyikével ütközve eltünteti azt, illetve visszapattan róla. Az ütővel kell megakadályoznunk, hogy a visszapattanó labda leessen, ezáltal egy életet veszítsünk. Egyes téglákat csak több ütéssel lehet eltüntetni, illetve néhány speciális tulajdonsággal is rendelkezik, melyeket színekkel jelöl a program. Például bizonyos téglákról visszapattanó labda hatására megnövekszik az ütőnk mérete, vagy akár lézerágyúvá változik. A cél a képernyőn lévő összes tégla eltüntetése, mely után egy következő pályára léphet a játékos.

## Fogadtatás
| Összegzőoldal | Értékelés |
| ------------- | --------- |
| Moby Score    | 7.3       |

| Szerző            | Értékelés |
| ----------------- | --------- |
| CVG               | 36/40     |
| Génération 4      | 87%       |
| The Games Machine | 27%       |
| Zero              | 79%       |
| .info             | [ 3 ]     |

Az .info magazin azt írt a játékról 1988 májusában, hogy "az Amegas világosan megmutatja, ahogy a tanítvány túllép a tanárán. Arkanoid klónként kezdte, de ahelyett, hogy funkcionalitásában elvett volna belőle, inkább hozzáadott.", illetve, hogy "ha szeretted az Arkanoidot, akkor bele leszel bolondulva az Amegasba."
Az ausztrál The Sydney Morning Herald olyan szavakkal méltatta a játékot, mint hogy "brilliáns a grafikája", vagy hogy "az összhatás lenyűgöző".

## Fordítás
- Ez a szócikk részben vagy egészben  az   Amegas című angol Wikipédia-szócikk fordításán alapul.  Az eredeti cikk szerkesztőit annak laptörténete sorolja fel. Ez a jelzés csupán a megfogalmazás eredetét és a szerzői jogokat jelzi, nem szolgál a cikkben szereplő információk forrásmegjelöléseként.